# Péricles de Mello
Péricles Holleben de Mello (Ponta Grossa, 27 de maio de 1954) é um engenheiro civil, professor e político brasileiro filiado ao Partido dos Trabalhadores (PT). É professor da Universidade Estadual de Ponta Grossa.

## Biografia
Formado em Engenharia Civil pela Universidade Federal do Paraná, possui especialização em Economia Política na Alemanha e é mestre em Urbanismo pela UFRGS. Em 1980, ajudou a construir o Partido dos Trabalhadores no Brasil e no Paraná. 
Em 1988 foi eleito vereador em Ponta Grossa pela primeira vez. Na eleição seguinte, em 1992, acabou reeleito com a maior votação naquele pleito. Em 1994 foi eleito à Assembleia Legislativa do Paraná, reeleito em 1998. 
Candidatou-se em 2000 a Prefeitura de Ponta Grossa. Foi eleito com mais de 72 mil votos, derrotando o então prefeito Jocelito Canto (PSDB). Foi candidato a reeleição em 2004, mas acabou derrotado no 2º Turno por Pedro Wosgrau Filho (PSDB). 
Entre 2005 e 2006 compôs, designado pelo governador Roberto Requião, a diretoria-administrativa da Companhia de Saneamento do Paraná, a Sanepar.
Em 2010 e 2014 foi reeleito deputado estadual. Não sendo reeleito nas eleições de 2018. 